# (156) Xanthippe
(156) Xanthippe – planetoida z grupy pasa głównego asteroid okrążająca Słońce w ciągu 4 lat i 190 dni w średniej odległości 2,73 j.a. Została odkryta 22 listopada 1875 roku w Austrian Naval Observatory (Pula, półwysep Istria) przez Johanna Palisę. Nazwa planetoidy pochodzi od Ksantypy, żony Sokratesa.